# Shinsei Bank
Shinsei Bank, Limited (株式会社新生銀行, Kabushiki-gaisha Shinsei Ginkō) (TSE : 8303) est une banque commerciale japonaise qui fait partie de l'indice TOPIX 100.

## Historique
En juin 2020, Shinsei Bank annonce l'acquisition d'UDC Finance, une entreprise financière néo-zélandaise pour 480 millions de dollars.